# Bobby Enriquez
Pour les articles homonymes, voir Enriquez.
Roberto Delprado Yulo "Bobby" Enriquez (1943-1996) est un pianiste de jazz originaire des Philippines. On le surnommait "The Wild Man" en raison de son style de jeu énergique.

## Biographie
Né à Bacolod (Negros occidental), son premier amour fut le piano mais sa mère voulait qu'il se concentre sur ses études.
Principalement autodidacte depuis l'âge de 4 ans, il commence sa carrière professionnelle comme musicien à l'âge de 13 ans dans le spectacle "The Coca-Cola Tap" parrainé par Coca-Cola de 1956 à 1958.
Très motivé, il devait pour cela, faire le mur depuis sa chambre au deuxième étage pour jouer en soirée.
Contrarié par sa mère qui voulait qu'il continue ses études, il s'enfuit de chez lui en 1960 et rejoint Manille où il joue bientôt avec Vestre Roxas et Tony Scott.
En 1961, il joue à Taipei et à Hong Kong où il rencontre Mel Tormé, Lionel Hampton, Tito Puente, et Chico Hamilton. 
Il déménage ensuite à Taïwan où il est pianiste dans le club des officiers de la base américaine de Tainan de 1961 à 1963.
Entre 1964 et 1967 il se produit avec son propre trio dans le Club des Officiers d'Okinawa. Il organise également une revue philippine qui se produit à Las Vegas.
À Hawaï, de 1968 à 1970, il devient directeur musical de Don Ho. 
Il déménage ensuite à Las Vegas, où il se produit avec Danny Moore et divers groupes vocaux.
En 1973, il se rend à San Francisco pour se produire avec son trio à l'hôtel Miyako. 
En 1975, il vit à nouveau à Hawaï pour travailler comme soliste et avec un quintette à Waikiki. 
De 1976 à 1977, il joue avec Amapola Cabase (en) à San Francisco, Californie.
De 1980 à 1981, il part en tournée aux États-Unis et en Europe avec le groupe de Richie Cole, Alto Madness (1981) et Dizzy Gillespie (en 1981). C'est à l'occasion de ces collaborations que Richie Cole et Dizzy Gillespie lui donnent le surnom de "The Wild Man".
En 1982, il comparaît devant le Président Marcos puis, lui et son trio avec Rufus Reid (en) et Billy Higgins ont un engagement dans le club tokyoïte Pit Inn (en).
En 1984, il s'installe à New York pour retourner peu de temps après dans son pays natal en raison de difficultés politiques puis revient à nouveau à "Big Apple" pour y jouer jusqu'au début des années 1990.
En 1990, il se produit avec Richie Cole au Festival de jazz de Toronto.
Il décède d'une embolie pulmonaire le 6 août 1996 à Stayton, Oregon, États-Unis.
Depuis les années 1970, il avait enregistré plusieurs albums pour Evidence (en), Portrait et GNP Crescendo Records (en) (de 1980 à 1984).

## Technique et style
Très influencé par Art Tatum dont il a énormément écouté les enregistrements, Bobby Enriquez développe un jeu extrêmement virtuose, presque pyrotechnique, maîtrisant avec une très grande décontraction tous les éléments techniques pianistiques: arpèges, trémolos, glissandos du petit doigt, notes répétées, ou accords martelés .
Par ailleurs son passé de karatéka confirmé (il était ceinture noire), a modifié son rapport au clavier en utilisant parfois le coude, le poing, ou le plat de la main pour plaquer des clusters.
Sa dextérité hors norme lui permettait de jouer presque tous ses morceaux à des tempo très élevés.
Côté style, son langage musical Jazz est en décalage avec celui de son époque. En effet, bien que possédant une excellente rythmique, il s'inscrit dans une continuité harmonique et formelle classique, tout en développant très souvent un style inspiré par la musique de variétés et caractérisé par une exubérance digitale.

## Discographie

### En tant que leader
| Année d'enregistrement | Titre                                | Label                      | Personnel/Notes |
| ---------------------- | ------------------------------------ | -------------------------- | --- |
| 1981                   | The Wild Man                         | GNP Crescendo Records (en) | avec Abraham Laboriel (bass guitar), Alex Acuña (drums), Poncho Sanchez (conga), Chuck Domanico (en) (bass), Harvey Mason (drums) |
| 1981                   | The Wild Man Meets the Madman        | GNP Crescendo              | avec Richie Cole (sax) |
| 1982                   | Live! in Tokyo                       | GNP Crescendo              | avec Isoo Fukui (de) (bass), Shinji Mori (de) (drums)                                                                             |
| 1982                   | Bobby Enriquez Plays Bossa Nova      | GNP Crescendo              | avec Rufus Reid (en) (bass), Billy Higgins (drums)                                                                                |
| 1982                   | España                               | GNP Crescendo              | avec orchestre |
| 1983                   | Live at Concerts by the Sea          | GNP Crescendo              | avec Richard Reid (bass), Alex Acuña (drums)                                                                                      |
| 1984                   | Live at Concerts by the Sea, Vol. II | GNP Crescendo              | avec Richard Reid (bass), Alex Acuña (drums)                                                                                      |
| 1987                   | Wild Piano                           | Portrait                   | avec Eddie Gómez (bass), Al Foster (drums)                                                                                        |
| 1993                   | The Wildman Returns                  | Evidence (en)              | avec Ray Brown (bass), Al Foster (drums)                                                                                          |

### En tant que sideman
Avec Amapola Cabase (en)
- Sophisticated Lady